# Ilya Mikhailovich Frank
Ilya Mikhailovich Frank (tiếng Nga: Илья́ Миха́йлович Франк) (23.10.1908 – 22.6.1990) là nhà Vật lý học người Nga đã đoạt Giải Nobel Vật lý năm 1958 chung với Pavel Alekseyevich Čerenkov và Igor Y. Tamm, cho công trình của ông trong việc giải thích hiện tượng Bức xạ Čerenkov.

## Cuộc đời và Sự nghiệp
Ilya Frank sinh ng ày 23.10.1908 tại Sankt-Peterburg. Cha ông, Mikhail Lyudvigovich Frank, là nhà toán học tài ba, còn mẹ ông Yelizaveta Mikhailovna Gratsianova, là một thầy thuốc. Cha ông đã tham gia phong trào cách mạng sinh viên, và bị đuổi khỏi Đại học Quốc gia Moskva. Sau Cách mạng tháng Mười, cha ông được thâu nhận lại Đại học Moskva và được bổ nhiệm chức giáo sư. Người bác của Ilya - Semen Frank - một triết gia Nga nổi tiếng, không được may mắn và bị trục xuất khỏi Liên Xô vào năm 1922 cùng với 160 nhà trí thức khác. Ilya có một người anh trai - Gleb Mikhailovich Frank – đã trở thành nhà lý sinh lỗi lạc và viện sĩ Viện Hàn lâm Khoa học Liên Xô.
Ilya Frank học Toán học và Vật lý lý thuyết ở Đại học quốc gia Moskva. Từ năm học thứ hai, ông làm việc trong Phòng thí nghiệm của Sergey Ivanovich Vavilov, người mà ông coi như người thầy cố vấn (mentor). Sau khi tốt nghiệp năm 1930, theo sự tiến cử của Vavilov, ông bắt đầu làm việc ở Viện Quang học quốc gia tại Leningrad. Tại đây, ông viết chung với Vavilov tác phẩm đầu tay của mình về sự phát quang. Công trình nghiên cứu ở đây đã tạo thành nền tảng cho bản luận án tiến sĩ của ông năm 1935. Frank đậu tiến sĩ toán lý năm 1935
Năm 1934, Frank chuyển tới Viện Vật lý và Toán học của Viện Hàn lâm Khoa học Liên Xô (ít lâu sau Viện này chuyển tới Moskva, tại đây viện này biến thành Viện Vật lý). Tại đây, ông bắt đầu nghiên cứu vật lý hạt nhân, một lãnh vực mới đối với ông. Ông trở nên quan tâm tới hiệu ứng Čerenkov do Pavel Čerenkov, phát hiện là các hạt mang điện tích di chuyển qua nước ở tốc độ cao phát ra ánh sáng. Cùng với Igor Tamm, ông đã triển khai một giải thích lý thuyết: Hiệu ứng xảy ra khi hạt mang điện tích đi qua một môi trường quang học trong suốt ở tốc độ lớn hơn hơn so với tốc độ ánh sáng trong môi trường đó, gây ra một sóng xung kích trong trường điện từ.
Việc phát hiện cùng việc giải thích hiệu ứng này đã dẫn đến việc phát triển các phương pháp mới để dò tìm và đo lường vận tốc của các nucleon tốc độ cao, trở nên rất quan trọng cho việc nghiên cứu vật lý hạt nhân. Bức xạ Čerenkov cũng được sử dụng rộng rãi trong nghiên cứu y sinh học (biomedical) để dò tìm radionuclide. Năm 1946, Čerenkov, Vavilov, Tamm, và Frank được trao Giải thưởng nhà nước Liên Xô cho công trình phát hiện của họ. Năm 1958 Čerenkov, Tamm, và Frank đoạt được Giải Nobel Vật lý.
Năm 1944, Frank được bổ nhiệm làm giáo sư và làm trưởng phân ban ở Viện Vật lý cùng Phòng thí nghiệm Vật lý hạt nhân (sau này chuyển thành Viện nghiên cứu hạt nhân). Phòng thí nghiệm của Frank đã tham gia vào việc nghiên cứu các lò phản ứng hạt nhân (lúc đó là bí mật). Đặc biệt, họ nghiên cứu sự khuếch tán và nhiệt hóa của các neutron.
Năm 1957, Frank cũng trở thành giám đốc Phòng thí nghiệm Vật lý Neutron ở Viện nghiên cứu hạt nhân chung. Phòng thí nghiệm nàydựa trên lò phản ứng neutron xung nhanh lúc đó đang xây dựng tại đây. Dưới sự giám sát của Frank, lò phản ứng này được sử dụng trong việc phát triển các kỹ thuật phổ học neutron.

## Giải thưởng và Vinh dự
- 1946: Viện sĩ thông tấn Viện Hàn lâm Khoa học Liên Xô
- 1946: Giải thưởng nhà nước Liên Xô (cũng gọi là Giải Stalin)
- 1958: Giải Nobel Vật lý (chung với Pavel Alekseyevich Čerenkov và Igor Y. Tamm)

## Đời tư
Frank kết hôn với sử gia nổi tiếng Ella Abramovna Beilikhis năm 1937. Người con trai của họ, Alexander, được sinh ra cùng năm, và cũng tiếp tục là nhà vật lý học như người cha.